# Guernsey (film)
Guernsey is een Nederlandse film uit 2005 van Nanouk Leopold.
De film is door de pers en critici goed ontvangen.
En in het circuit van het Filmfestival van Cannes gooide het hoge-ogen.
De film is vervolgens vertoond op het Filmfestival van Mar del Plata in Argentinië. Toch werd de film niet zo goed bezocht, circa 26.000 bezoekers kwamen de film zien.
Passend bij het stille karakter van de film is er nauwelijks sprake van filmmuziek. Wel is bij de aftiteling het nummer In a manner of speaking van de zangeres Camille te horen, waarvan de tekst aansluit bij het verhaal.

## Verhaal
Wanneer de irrigatiespecialiste Anne (Kraakman) haar dode collega aantreft,
raakt ze in haar zelf gekeerd en vraagt zij zich af of de mensen in haar omgeving wel zijn wie ze zijn.
Tijdens familiebijeenkomsten is het stil en raakt de hoofdpersoon steeds meer in haar zelf gekeerd.

## Rolbezetting
- Maria Kraakman ...Anne
- Fedja van Huêt ...Sebastiaan
- Johanna ter Steege ...Bobby
- Hans Croiset ...vader
- Natalie Alonso ...Mimi
- Frank Vercruyssen ...Verkerke

## Prijzen
- Gouden kalf - Beste actrice (Kraakman)
- Gouden kalf - Beste regie (Leopold)
- KNF prijs 2005

## Trivia
- Het was weer jaren geleden dat een Nederlandse film zo lyrisch werd onthaald door de jury van Cannes.
- De film werd onder andere in Nederland, Egypte en Spanje gefilmd.